# Luc Verhuyck
Luc Verhuyck (Antwerpen, 1943) is een Vlaams auteur van non-fictie.

## Biografie
Verhuyck kreeg zijn middelbareschoolopleiding aan het Koninklijk Atheneum van Berchem (Antwerpen), waar hij Grieks-Latijnse humaniora volgde. Daarna studeerde hij Germaanse talen aan de Rijksuniversiteit van Gent. Hij schreef zijn eindscriptie over de Duitse auteur van hoofdzakelijk griezelliteratuur Hanns Heinz Ewers (1871-1943) bij professor Herman Uyttersprot (1909-1967). 
Luc Verhuyck was tot 2008 leraar Nederlands & Duits aan het Sint-Gabriëlcollege in Boechout (tussen Antwerpen en Lier). Daar organiseerde hij 23 jaar lang de Italiëreis voor de laatstejaarsleerlingen. Hij had enige tijd een cursieve rubriek in 'Libelle' onder de titel 'Klein grut' en was langere tijd recensent van hoofdzakelijk Noord-Nederlandse literatuur voor 'Boekengids' en ook enkele jaren voor 'Gazet van Antwerpen'. Voor het Davidsfonds begeleidt hij cultuurreizen naar Rome, Firenze, Venetië en Napels & omgeving. 
Luc Verhuyck is de broer van auteur Paul Verhuyck.